# Червило (Бриндизи)
Червило (итал. Cervillo) је насеље у Италији у округу Бриндизи, региону Апулија.
Према процени из 2011. у насељу је живело 78 становника. Насеље се налази на надморској висини од 341 м.